# Christian Burns
Christian Burns (* 18. Januar 1974 in Liverpool, England als Christian Anthony Burns) ist ein englischer Sänger und der Sohn von Tony Burns von der Gruppe The Signs, einer Rockband der 1960er Jahre aus Liverpool.

## Gesangskarriere
Burns war ein Mitglied der berühmten britischen Boyband BBMak, zusammen mit Mark Berry und Stephen McNally. Die Band verkaufte weltweit drei Millionen Alben und hatte erstmals mit „Back Here“ eine Top-5-Single in Großbritannien. In den USA erreichte die Single sogar Platz 1 in den Billboard Charts, wobei das Video auf MTV und TRL oft abgespielt wurde.
2003 trennte sich die Band, und alle Bandmitglieder folgten ihrer Solo-Karriere. Seitdem wirkte Burns in mehreren Musikprojekten im Dance-Genre. 2007 arbeitete er mit Tiësto an dem Titel „In the Dark“, welches auf dem Album Elements of Life veröffentlicht wurde und durch den er mehr Popularität genoss. Nachdem der Titel gut ankam, beschloss Tiësto unter seinem Projekt Alure einen weiteren Titel mit Burns aufzunehmen, wodurch der Titel Power of You entstand.
Mit Benny Benassi arbeitete er an dem Titel Love and Motion, auch mit der amerikanischen Sängerin Jes Brieden wirkte er in dem Song As We Collide.
2010 kollaborierte er mit dem Künstler BT auf dessen Album These Hopeful Machines, war unter anderem Co-Autor der Titel Suddenly, The Emergency und Forget Me, in denen er auch der Leadsänger ist. September 2010 wurde auch der mit Armin van Buuren aufgenommene Titel This Light Between Us aus dem Album Mirage veröffentlicht.
Derzeit arbeitet Burns an seinem eigenen Rock-Projekt, welches sich The Bleach Works nennt. 2011 soll das erste Album veröffentlicht werden.

## Diskografie
Um Christian Burns Diskografie mit BBMak zu sehen, siehe BBMak

### Soundtracks
- 2005 – Sky High – Everybody Wants To Rule The World
- 2006 – Little Athens – Tranquilized (als Inhaler)

### Singles
Co-Produktionen
- 2007 – In The Dark mit Tiësto
- 2008 – Something About You als Inhaler
- 2008 – Power of You mit Tiësto als Allure
- 2010 – Suddenly mit BT
- 2010 – Night & Day mit Richard Durand
- 2010 – This Light Between Us mit Armin van Buuren
- 2011 – Tokyo Cries mit Glenn Morrison
- 2011 – Neon Hero mit Armin van Buuren & Bagga Bownz
- 2012 – Bullet mit Stefan Dabruck
- 2013 – We are Tonight mit Paul van Dyk
- 2014 – Frozen Heart mit Marco V

Kollaborationen
- 2008 – Love And Motion mit Benny Benassi
- 2010 – The Emergency mit BT
- 2011 – On The Wire mit Tiësto als Allure
- 2011 – Invincible mit Matt Darey
- 2014 – Only Sky Conjure One featuring Christian Burns

The Bleach Works
- 2010 – Breakdown
- 2010 – Save This City mit Phonic Funk
- 2011 – It's Ok mit Jason Herd